# Paaltrek

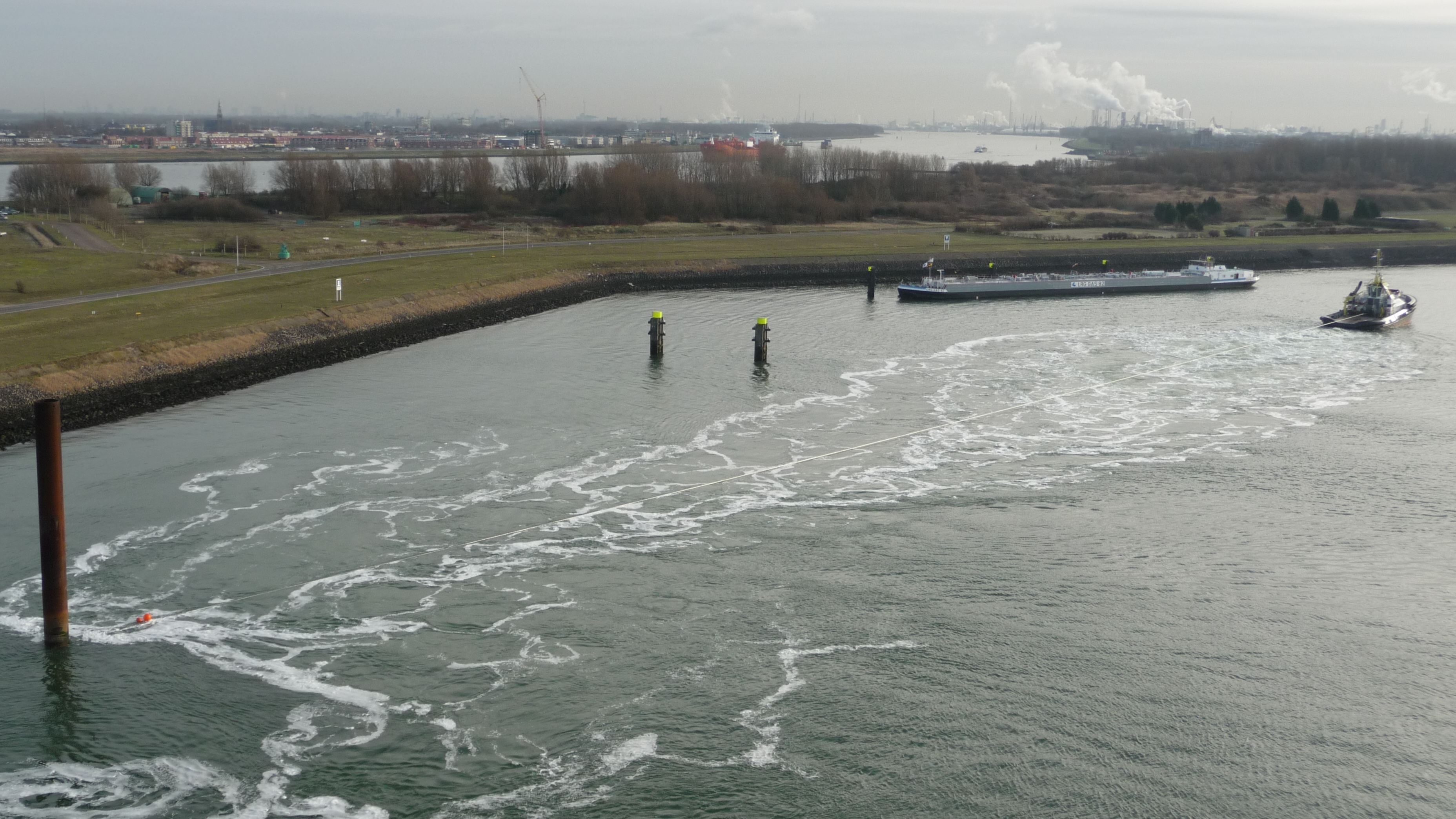
De Multratug 3 tijdens paaltrekproeven in het Calandkanaal

Paaltrek (bollard pull) is de trekkracht die een sleepboot stilliggend levert, uitgedrukt in metrische tonnen of kN. Hiermee kunnen schepen onderling vergeleken worden, wat vooral van belang is bij het afsluiten van charters. Het speelt echter ook een rol bij de eisen aan de uitrusting van een schip. Zo moet afhankelijk van de regelgeving de breeksterkte van de sleepdraad minimaal 2 tot 3 maal de paaltrekkracht zijn.
De paaltrekkracht wordt gemeten door de sleepboot te laten trekken aan een speciaal hiervoor geschikte bolder, beting of paal. Tussen de sleepdraad en de paal wordt een meetinrichting gehangen en er wordt gemeten hoeveel ton de sleepboot trekt als hij volle kracht vooruit draait. Dit resulteert in een paaltrekkracht die als maatgevend wordt beschouwd. Deze kan bij hedendaagse zeeslepers oplopen tot honderden tonnen. In het Guinness Book of Records staat de Far Samson als 'sterkste sleepboot van de wereld' met een paaltrek (bollard pull) van 423 metrische tonnen (mt). Deze boot wordt in de offshore ingezet, speciaal bij installatiewerk op diep water. Als zodanig opereert de boot niet in de sleepvaartmarkt. Tot de sterkste sleepboten op de sleepvaartmarkt behoren de - onder Nederlandse vlag varende - schepen uit de ALP Future-klasse (bouwjaar 2015/2016).

## Soorten
Als er gesproken wordt over paaltrek, kunnen er drie verschillende soorten bedoeld worden:
- theoretische paaltrek (bollard pull rating);
- praktische paaltrek (bollard pull thrust);
- bruikbare paaltrek (bollard towpull);

### Theoretische paaltrek
De theoretische paaltrek is de theoretische stuwkracht bij stilliggend schip en maximale omwentelingen van de motor, MCR. Hierbij wordt geen rekening gehouden met de snelheid die het water krijgt door de schroef. Ook draait de motor over het algemeen niet op maximaal toerental. De berekening kan worden uitgevoerd door de waarde uit een schroefdiagram (KT-KQ-J) die hoort bij J=0 te halen en het maximale toerental van de schroef.

### Praktische paaltrek
De praktische paaltrek is de stuwkracht die gemeten wordt tijdens de paaltrekproeven. Om dit goed te kunnen doen, worden er een aantal eisen gesteld aan deze proeven. Classificatiebureaus hebben hier aparte regelgeving voor.
De weersomstandigheden moeten goed zijn, de waterdiepte voldoende, niet te dicht bij de kade en de sleepdraad moet van voldoende lengte zijn. Bij de paaltrekproeven is de voorwaartse snelheid nul en daarmee de slip 100%. Daarmee is de stuwkracht ook maximaal.
Deze stuwkracht kan ook berekend worden door rekening te houden met de snelheid die het water krijgt en de schroef-romp-interactie.

### Bruikbare paaltrek
Als een schip geen vaart loopt, heeft deze ook geen weerstand. Zodra deze echter vaart gaat lopen, moet een deel van het schroefvermogen worden gebruikt om het schip voort te stuwen. Daarnaast neemt bij een vaartlopend schip de slip af. De spoed Φ van een schroef is de afstand die deze afgelegd zou hebben indien deze in een vaste stof zou ronddraaien, vergelijkbaar met schroefdraad. De spoed wordt bepaald door de hoek die de bladen maken met de schroefnaaf. Dit heeft invloed op de stroomsnelheid waarmee het water de schroef verlaat. In vloeistof legt de schroef een minder grote afstand af. Het verschil wordt slip genoemd. Hoewel deze zo klein mogelijk moet zijn om een goed rendement te halen, is een minimale slip nodig omdat de invalshoek een liftkracht genereert. Naarmate de vaart toeneemt, nadert de aanstroomhoek de bladhoek en neemt het rendement toe en de stuwkracht af. De stuwkracht is vaartlopend dus altijd lager dan tijdens de paaltrekproeven, zowel slepend als vrijvarend. Dit kan een aanmerkelijk verschil zijn.
Wat de stuwkracht uiteindelijk is, hangt af van de ontwerpsnelheid van de schroef. Deze kan geoptimaliseerd zijn voor een stilliggend schip, sleepvaart of vrijvarend. Over het algemeen wordt een compromis gesloten en een bladhoek gekozen waarmee bij een redelijke snelheid nog voldoende stuwkracht wordt geleverd.

## Verbeteren paaltrek

### Straalbuis
Veel sleepboten zijn uitgerust met een straalbuis. Bij een kortstraalbuis wordt de aanstroomsnelheid verhoogd en daarmee de druk verlaagd. Hierdoor neemt de stuwdruk en het koppel van de schroef af. Tegelijkertijd treedt een circulatie op met naar binnen gerichte kracht als gevolg. Deze heeft een voorwaartse component, waardoor de straalbuis zelf een positieve stuwdruk levert. Deze is over het algemeen groter dan de verminderde stuwkracht van de schroef. Door de geringe speling tussen de buis en de schroefbladtip verminderen de tipwervels, wat ook een verhoogd rendement tot gevolg heeft. De wrijvingsweerstand van de straalbuis neemt toe bij toenemende snelheid en wordt uiteindelijk groter dan de extra stuwkracht. Daarom is een straalbuis vooral voor gunstig voor sleepboten met hun zwaarbelaste schroef en relatief lage snelheid. De paaltrek kan daardoor tot 30% groter zijn.

### Verstelbare schroef
De verstelbare schroef heeft vooral voordelen voor schepen die onder wisselende belasting draaien en veel moeten manoeuvreren. Een vaste schroef wordt ontworpen om bij een bepaald toerental de maximale efficiëntie te leveren. De bladhoek wordt gekozen om bij een bepaalde aanstroomsnelheid en toerental optimaal te zijn. Als nu de belasting stijgt — bijvoorbeeld doordat een sleepboot een sleep heeft — dan daalt de vaart van het schip bij gelijkblijvend toerental. De aanstroomhoek verandert daardoor, waardoor deze niet meer overeenkomt met de bladhoek en de efficiëntie daalt. Door nu de bladhoek aan te passen kan een grotere efficiëntie bereikt worden.